# ミニ四駆AI大会
ミニ四駆AI大会（ミニよんくAIたいかい）とは、西野順二 (電気通信大学) 、秋山英久（福岡大学) 、中島智晴（大阪府立大学)等が年に数回開催する、ミニ四駆AIの大会である。
株式会社タミヤから発売されているミニ四駆を使用し、知能的な制御と人工知能の技術を用いコースタイムの向上を競う大会である。
この大会では「安価高有用」を目的としており、生活に身近なものにAIを組み込むことで、生活を豊かにすることを目指している。
2020年3月からは、大会会場への来場を必須としない、オンライン大会の開催を進めるためにミニ四駆 AI FTを策定した。

## 開催実績
| 開催年月     | 大会名                                                           | 開催場所 |
| ------------ | ---------------------------------------------------------------- | -------- |
| 2014年2月    | プレミニ四駆 AI 大会 @ EComp 研究会                              | 九州     |
| 2014年9月    | ミニ四駆 AI 大会 in FSS 2014 高知                                | 高知     |
| 2015年4月    | ミニ四駆 AI 大会 @ QUANTUM 東京 / EComp 研究会                   | 東京     |
| 2015年8月    | Android x ミニ四駆 AI ハッカソン in 調布                         | 東京     |
| 2015年9月    | ミニ四駆 AI 大会 in FSS 2015                                     | 東京     |
| 2016年2月    | ミニ四駆 AI 大会 in 東海ファジィ研究会                           | 愛知     |
| 2016年3月    | GAT 2016 : Game AI Tournaments 第一回ゲーム AI 大会              | 東京     |
| 2016年8-9月  | ミニ四駆 AI 大会 in FSS2016 佐賀                                 | 佐賀     |
| 2016年10月   | RoboCup シミュレーションリーグ秋キャンプ及びミニ四駆 AI 競技大会 | 福岡     |
| 2017年2月    | ミニ四駆 AI 大会 in 東海ファジィ研究会                           | 愛知     |
| 2017年3月    | GAT 2017 : Game AI Tournemts 2017                                | 東京     |
| 2017年9月    | FSS 2017 : ファジィシステムシンポジウム 2017 in 山形             | 山形     |
| 2017年9-10月 | RoboCup シミュレーションリーグ秋キャンプ                         | 大阪     |
| 2018年2月    | ミニ四駆 AI 大会 in 東海ファジィ研究会                           | 愛知     |
| 2018年2月    | ミニ四駆 AI 大会 in 東海ファジィ研究会                           | 愛知     |
| 2018年3月    | GAT 2018 : Game AI Tournemts 2018                                | 東京     |
| 2018年9月    | FSS 2018 ：ファジィシステムシンポジウム 2018 in 名古屋           | 愛知     |
| 2018年10月   | ロボカップ秋キャンプ併催                                         | 滋賀     |
| 2019年3月    | GAT 2019                                                         | 東京     |
| 2019年8月    | FSS 2019 : ファジィシステムシンポジウム 2019 in 大阪             | 大阪     |